# Michael H. Nelson
Michael H. Nelson (* 25. September 1952 in Hamburg) ist ein deutscher Soziologe und Politologe, der sich vorwiegend mit Südostasien und insbesondere mit Thailand beschäftigt.

## Leben
Nelson arbeitete zunächst als Angestellter und Sozialarbeiter, ehe er 1981–87 Studium der Soziologie an der Universität Bielefeld absolvierte. 1985 führte ihn ein erster Forschungsaufenthalt nach Thailand. 1994 wurde er an der Universität Bielefeld mit einer Dissertation über die Politik und Verwaltung in ländlichen Regionen Thailands promoviert.
Nelson war 1995–99 und 2005–11 Gastdozent an der politikwissenschaftlichen Fakultät der Chulalongkorn-Universität in Bangkok. Von 1999 bis 2005 war er wissenschaftlicher Mitarbeiter am King Prajadhipok’s Institute (KPI), einem staatlichen Institut für Demokratieentwicklung. Von 2012 bis 2014 leitete er das Masterprogramm in Südostasienstudien an der Walailak-Universität. Von 2016 bis 2018 lehrte er an der politikwissenschaftlichen Fakultät der Universität Ubon Ratchathani. Zudem ist er seit 2011 als Forscher mit dem German-Southeast Asian Center of Excellence for Public Policy and Good Governance (CPG) an der juristischen Fakultät der Thammasat-Universität assoziiert. Sein Schwerpunkt ist die politische Situation in Thailand, mit Untersuchungen zur Verwaltung auf lokaler Ebene, Dezentralisation und den Auswirkungen der Globalisierung auf Südostasien.

## Veröffentlichungen
- Central Authority and Local Democratization in Thailand: A Case Study from Chachoengsao Province. White Lotus Press, Bangkok 1998 (= Studies in Contemporary Thailand, 6), ISBN 974-8434-17-6.
- Local Government Reform in Thailand: With Some Comparative Perspectives, King Prajadhipok’s Institute, Nonthaburi (Thailand) 1999 [revised edition 2000] (= KPI Reports, 1), ISBN 974-87682-4-4.
- Analyzing Provincial Political Structures in Thailand: phuak, trakun, and hua khanaen, City University of Hong Kong, Southeast Asia Research Centre, Hong Kong 2005 (= SEARC Working Paper Series, 79).
- (Hrsg.) Thailand's New Politics, King Prajadhipok’s Institute, Nonthaburi (Thailand) 2002 (= KPI Yearbook 1, for 2001), ISBN 974-480-012-7.
- (Hrsg.) Thai Politics: Global and Local Perspectives, King Prajadhipok’s Institute, Nonthaburi 2005 (= KPI Yearbook 2, for 2002/2003).
- Mit Jürgen Rüland, Clemens Jürgenmeyer und Patrick Ziegenhain: Parliaments and Political Change in Asia, Institute of Southeast Asian Studies, Singapur 2005, ISBN 981-230-232-8.
- The Thai Politics Bibliography. 8. Ausgabe. Nonthaburi, Thailand: King Prajadhipok’s Institute 2007.
- People’s Alliance for Democracy. From ‘New Politics’ to a ‘Real’ Political Party? In: Legitimacy Crisis and Political Conflict in Thailand. Silkworm Books, Chiang Mai 2010, ISBN 978-974-9511-97-8, S. 119–159.